# Echeandia parviflora
Echeandia parviflora är en sparrisväxtart som beskrevs av John Gilbert Baker. Echeandia parviflora ingår i släktet Echeandia och familjen sparrisväxter. Inga underarter finns listade i Catalogue of Life.